# Chase (Columbia Britannica)
Chase è un villaggio del Canada, situata in Columbia Britannica, nel distretto regionale di Thompson-Nicola.